# راح تذكرني (ألبوم)
راح تذكرني هو ألبوم استوديو أنغام.

## قائمة الأغاني
1. هدى قلبه
2. راح تذكرني
3. الهي
4. اشوف نجوم
5. الخيانة
6. لا تهجى
7. يوجعونك
8. مجرد شي
9. لو تحلف
10. مستحيل
11. وين تروح
12. تلاقينا